# Babeau-Bouldoux
Babeau-Bouldoux település Franciaországban, Hérault megyében. Lakosainak száma 309 fő (2022. január 1.). Babeau-Bouldoux Assignan, Ferrières-Poussarou, Pardailhan és Saint-Chinian községekkel határos.

## Népesség
A település népességének változása:
| Lakosok száma | 321  | 249  | 249  | 284  | 288  | 295  | 296  | 297  | 301  | 309  |
|               | 1968 | 1982 | 1990 | 2006 | 2013 | 2015 | 2017 | 2019 | 2020 | 2022 |